# Days Gone
Days Gone es un videojuego de terror y acción-aventura, desarrollado por el estudio SIE Bend Studio y publicado por Sony Interactive Entertainment para PlayStation 4 y Microsoft Windows. Fue lanzado en PlayStation 4 el 26 de abril del año 2019 y el 18 de mayo de 2021 para Microsoft Windows. Es la primera propiedad intelectual creada por SIE Bend Studio desde el videojuego Syphon Filter en el año 1999 y el primer videojuego para consolas domésticas desarrollado por el estudio desde Syphon Filter: Logan's Shadow en el 2010.

## Jugabilidad
Days Gone es un videojuego de acción y horror de supervivencia ambientado en un entorno de mundo abierto, posapocalíptico y jugado desde una perspectiva en tercera persona. El jugador toma el control del protagonista del juego, Deacon St. John (Samuel Witwer), un cazarrecompensas que prefiere vivir una vida peligrosa a campo abierto que esconderse en campamentos en lo más profundo del bosque. Desde muy joven siempre mostró amor por la religión Cristiana e interés por todo como su padre. Deacon recuerda mucho a su madre quien lo admiraba y apreciaba mucho, conocía muy bien los sacrificios y las lágrimas que derramaba para esperar que su hijo tuviera un futuro mejor. Deacon protege mucho a las mujeres y no le gusta que sean maltratadas y subestimadas y piensa que el amor de una mujer sincera y pura y comparable a un amor superior como el que Nuestra Señora siente por sus fieles. En su pasado militar recuerda haber conocido a una mujer de origen italiano mucho más joven que él le recordaba temperamentalmente a su madre inteligente y sincera, estéticamente en cambio ella era diferente a Sarah, cuerpo bien colocado, morena y ojos color avellana, a Deacon le encantaba aprender de ella. y también protegerla, pero desafortunadamente el destino los ha separado incluso si Deacon quisiera verla. El juego tiene lugar dos años después de que se produjo una pandemia global que mató a casi toda la humanidad, y transformó a millones de personas en "Fenómenos", criaturas sin sentido tipo zombi que están evolucionando rápidamente. En la E3 2016 se dio una Demostración de la etapa del juego, dos tipos de "Fenómenos" fueron revelados, los Newts y Hordes.
Como el juego se desarrolla en un entorno de mundo abierto, el jugador puede usar múltiples formas para completar objetivos, como utilizar el sigilo para derribos silenciosos o adoptar un enfoque agresivo utilizando armas de largo y corto alcance. Un sistema de clima dinámico y un ciclo de día y noche también se incluirán en el juego, lo que afectará la jugabilidad haciendo que los "Fenómenos" sean débiles y lentos durante el día, pero rápidos y agresivos durante la noche. Los vehículos, como motos, se pueden utilizar para explorar el mundo del juego. El jugador puede crear nuevos objetos para mejorar la eficacia del combate.

## Argumento
Cuando un virus hace que una gran parte de la humanidad se vuelva incontrolablemente violenta, Deacon, su esposa Sarah y su amigo Boozer intentan huir por su propia seguridad. Sin embargo, Sarah es apuñalada y herida de gravedad, lo que obliga a Deacon a evacuarla en un helicóptero de la Organización Nacional de Respuesta a Emergencias (NERO). Sin embargo, dado que el helicóptero no tiene suficiente espacio para llevarlos a los tres, Deacon decide quedarse atrás con Boozer mientras le promete a Sarah que se reunirá con ella más tarde.
Dos años después la civilización se ha derrumbado y grandes hordas de infectados, ahora llamados "Freakers", deambulan por el paisaje y son una amenaza persistente para los humanos supervivientes. Deacon y Boozer ahora trabajan como cazadores de recompensas independientes en lo que queda de Oregón, con Deacon creyendo que Sarah está muerta después de descubrir que el campamento de refugiados NERO al que fue evacuada fue invadido por engendros. Deacon y Boozer planean ir más al norte para encontrar mejores oportunidades, pero Boozer tiene un brazo muy quemado por miembros de un culto que se hacen llamar "Muertos", que lo obligan a quedarse en su casa de seguridad para recuperarse y retrasar su viaje hacia el norte. También se entera de que los Muertos aparentemente han puesto un precio a su cabeza y a la de Boozer por razones desconocidas. Además, Deacon ve varios helicópteros NERO con equipos de investigación, llevándolo a creer que existe la posibilidad de que Sarah esté viva. Se las arregla para localizar y confrontar a uno de los investigadores de NERO, O'Brian, quien fue el hombre que evacuó a Sarah. Revela que su helicóptero fue desviado a un campamento diferente en mitad del vuelo, lo que sugiere que Sarah todavía podría estar viva.
Sin embargo, la salud de Boozer comienza a empeorar rápidamente por causa de sus quemaduras, lo que obliga a Deacon a llevarlo al campamento de Lost Lake para recibir tratamiento médico. Desafortunadamente, el brazo de Boozer está infectado, lo que obliga al médico a amputarlo. O'Brian se contacta con Deacon y le pide ayuda para investigar lo que los otros equipos de NERO están investigando a cambio de ayudarlo a localizar a Sarah. Sin embargo, Deacon se desanima al enterarse de que, aunque Sarah sobrevivió a la herida de la puñalada, el campamento de refugiados al que fue trasladada también fue invadido, por lo cual asume que definitivamente está muerta. Mientras tanto, Lost Lake tiene un difícil tratado de no agresión con los Muertos, sostenido solo por el líder, Iron Mike, mientras que su teniente Skizzo es escéptico acerca de la voluntad de los Muertos de cumplir con el tratado. En cambio, Skizzo hace un trato por separado con los Muertos y les entrega a Deacon, donde se revela que el líder de los Muertos es Jessie Williamson (ahora bajo el nombre de "Carlos") un exmiembro de la banda de motociclistas de Deacon y Boozer desde antes del brote. Deacon se escapa de la custodia y junto con Boozer, ahoga a los Muertos al destruir la presa sobre su campamento y matando a Jessie. Skizzo es exiliado de Lost Lake por su traición.
Más tarde, Deacon recuerda que Sarah trabajó en un laboratorio del gobierno y que habría tenido la autorización de seguridad federal, lo que significa que habría sido una prioridad para evacuar el campamento. O'Brian confirma que Sarah fue evacuada a un puesto militar en Crater Lake, pero el área ahora está bajo el control de la milicia del Condado de Deschutes y para llegar hasta allá Iron Mike le indica el camino con la condición de no regresar a su campamento. O'Brian también advierte a Deacon que la investigación de NERO ha demostrado que los Freakers están evolucionando, lo que significa que su amenaza solo aumentará con el tiempo. Se encuentra con el líder de la Milicia, el Coronel Garret, bajo el pretexto de querer unirse. En la fortaleza principal de la Milicia, Deacon descubre que Sarah está viva y que estuvo trabajando con la Milicia para crear un arma biológica que puede destruir a los Freakers de una vez por todas y que no se irá hasta que esté completa. Deacon se queda a regañadientes con la milicia para ayudarla. Deacon y Sarah deciden dirigirse al laboratorio de Cloverdale en el que solía trabajar para obtener un secuenciador de ADN. Sin embargo, al llegar al laboratorio, Sarah se da cuenta de que Cloverdale utilizó su investigación para desarrollar el virus que creó a los Freakers.
Al regresar al laboratorio de Sarah, ella revela que en realidad no está trabajando en un arma biológica para matar a los Freakers, sino en una cura para salvarlos. Deacon sugiere que abandonen la Milicia y completen la cura en el laboratorio de Cloverdale, pero el plan se complica cuando un Coronel Garret, cada vez más paranoico, pone a Sarah bajo custodia protectora, ya que otro oficial de Crater Lake había sido asesinado. Deacon intenta sacar a Sarah, pero el plan es frustrado por Skizzo, quien había llegado junto a un grupo de nuevos reclutas y miente sobre el pasado criminal de Deacon al Coronel Garret. Deacon es arrestado pero es liberado por el oficial Kouri, quien se opone a la "guerra santa" que el coronel Garret planea realizar. Regresa a Lost Lake, que ha logrado repeler un asalto de la milicia, pero Iron Mike está herido de muerte. Deacon advierte a Lost Lake que la Milicia volverá en mayor número para exterminarlos a todos, y decide realizar un ataque preventivo al destruir su cuartel general con un camión bomba.
Después, Deacon se convierte en el nuevo líder de Lost Lake, viviendo allí con Sarah, Boozer y sus amigos. Luego, es contactado por O'Brian nuevamente, quien revela que NERO había sabido sobre los efectos mutagénicos del virus todo el tiempo y que él mismo está infectado con una cepa del virus que lo convierte en un Engendro inteligente. Él le advierte a Deacon que NERO está llegando y que no hay nada que puedan hacer para detenerlos.

## Desarrollo
Days Gone entró en fase producción completa en enero de 2015. Fue anunciado oficialmente el 14 de junio de 2016, durante la conferencia de Sony en la convención E3 de ese año. El juego está en desarrollo utilizando el motor Unreal Engine 4. John Garvin es el director creativo y escritor del juego, mientras que Jeff Ross es el director.
El 9 de marzo de 2018, Sony Interactive Entertainment anunció que el lanzamiento de Days Gone, inicialmente previsto para el 2018, sería postergado hasta el año 2019. Posteriormente, Sony informaría que el juego saldría a la venta el 22 de febrero de 2019. Sin embargo, en octubre de 2018, la fecha de lanzamiento sería nuevamente postergada, esta vez al 26 de abril de 2019.

## Recepción
Days Gone recibió revisiones y críticas "mixtas o promedio" según la página de crítica y reseñas Metacritic. Los críticos sintieron que la jugabilidad y el diseño del mundo eran prometedores, pero finalmente se sintieron subdesarrollados, y criticaron la historia como "aburrida" y "serpenteante", señalando que hizo poco para caracterizar al protagonista.